# 堅果油灰洞
堅果油灰洞（英語：Nutty Putty Cave）是位於美國猶他州猶他縣，猶他湖西側的熱液洞穴，由於2009年發生的一宗致命事故，目前為永久封閉狀態。

## 歷史
堅果油灰洞於1960年由戴爾·格林所發現。在該洞穴封閉前，每年約有超過5,000餘名遊客到訪。許多遊客經常未採取適當安全預防措施即在深夜入洞。在2009年之前，該山洞曾發生過四次受困事故，人員包括洞穴探險者和童子軍，不過最後均平安獲救。
2006年5月24日，該洞穴安裝了洞門並暫時關閉。2009年5月18日，該洞穴重新向公眾開放。

## 事故
2009年11月24日，26歲的探險愛好者約翰·愛德華·瓊斯（John Edward Jones）與弟弟及友人進入堅果油灰洞探險，卻不慎以頭下腳上的狀態卡在洞穴中一個狹小的縫隙，儘管多名救難人員與志願者前往營救，但瓊斯仍在被困27個小時後在山洞中死亡。救援人員經評估認為移出遺體過於困難；最後地主和瓊斯的家人達成協議，將洞穴永久封閉，遺體留存於洞穴內。當地政府在封閉入口的水泥處嵌入了一塊紀念碑，以此紀念約翰·瓊斯和警惕後人。這起悲劇之後被改編為電影《最后的别离》，於2016年9月16日上映。

## 外部連結
- 堅果油灰洞官方網站 （页面存档备份，存于）
- 堅果油灰洞地圖，於Climb-Utah.com （页面存档备份，存于）